# قيقب مانيتوبا
قيقب مانيتوبا نوع نباتي ينتمي إلى جنس القيقب من الفصيلة الصابونية.

## موطنه
ينتشر في المناطق الشرقية والوسطى من أمريكا الشمالية.